# جون مكتاغرت
جون م. إليس مَكْتاغَرْت (بالإنجليزية: John McTaggart)‏ هو فيلسوف مثالي إنكليزي ولد في لندن ودرس في جامعة كمبردج وحصل على البكالوريوس في الآداب سنة 1888، ثم عُيِّن أستاذاً في جامعة كمبردج منذ سنة 1897 حتى تقاعده في سنة 1923. تأثر بالحركة الهيغلية لإنكليزية وأصبح فيما بعد من أكبر دعاتها، كانت له دراسات معمقة لفلسفة هيغل أثمرت عن ثلاثة مؤلفات ممتازة:
- دراسات في الديالكتيك الهيغلي
- شرح على منطق هيغل
- دراسات في الكوسمولوجيا الهيغلية

وقد أودع مَكْتاغَرْت فلسفته الخاصة في مؤلفه الشهير طبيعة الوجود The Nature of Existence، نشر في مجلدين الأول (1921)؛ والثاني (1927) نشره بعد وفاته شاري دنبار برود الذي اتخذ من فلسفة مَكْتاغَرْت موضوعاً لبحث استغرق ثلاثة مجلدات بعنوان «دراسة لفلسفة مَكْتاغَرْت»، وهو عرض نقدي تفصيلي لموقف مَكْتاغَرْت ومناقشة له.
حاول مَكْتاغَرْت بناء مذهب إلحادي على أسس هيغلية، تحوّل فيه من الواحدية الهيغلية إلى مذهب الكثرة وفكّ الارتباط المعهود بصورة نهائية مع اللاهوت، تناول في مذهبه طبيعة العالم والوجود ككلّ والأجزاء التي تكوِّنه، معتمداً منهجاً استنباطياً ينطلق فيه من مقدمات أولية - قَبُلية بنى عليها مذهبه الميتافيزيقي، الذي كاد يخلو من أي عنصر تجريبي، فالعالم تبعاً لتحديداته الصورية الخالصة، وحدة أو كلّ مؤلف من كثرة من الجواهر هي أجزاء له، من دون أن يكون هو نفسه جوهراً، تؤلف بمجملها تركيباً لا متناهياً في تعقيده وتنوعه، لا مكان فيه لعقل إلهي أعلى أو مطلق، وإنما مجموعة تسمى صنف من العقول الفردة أو الأرواح، تتعالى على عالم الحس، تنسجم فيما بينها ويتصل بعضها ببعض اتصالاً وثيقاً محكماً. ولكل إنسان روح تقطن عالم الأرواح تلك، وهذه الأرواح التي تؤلف بمجملها مكونات العالم لايمكن دمجها فيما يدعى في الفلسفة بالوحدة العليا أو المطلق، أو ما يسميه الدين بالله.
ومن أهم النتائج التي ترتبت على تلك المعطيات والحجج الأولية، التي خلت من أي تأثيرات دينية أو حدس ديني، القول بلا واقعية الزمان، فمَكْتاغَرْت يؤكد أن ما يُعرف بالزمان والمكان والمعطيات الحسية والمادية وكل ما تقتضيه التجربة الإنسانية إن هو إلا ظاهر، وغير واقعي والسبب في ذلك أن الإدراك الحسي لا يصل إلى الأشياء في طبيعتها الحقة، أو بكلام آخر هو سوء إدراكنا لتلك المعطيات والأشياء على نحو منهجي وأنّ الحقيقة تقتصر على عالم الأرواح، التي تبعث في أجسام ظاهرة، يسود الحب فيما بينها على نحو مباشر، وتقوم على التعاطف والتوحّد على نحوٍ غير مباشر، وأساس هذا الارتباط بين الأرواح هو الفهم، والحب بمعتقد مَكْتاغَرْت هو الحقيقة الأولى التي ينطوي عليها الكون، وأعظم خير يتسنى للبشر أن ينالوه، فيه تحيا الأشياء وتكتسب وجودها، وأن التجارب لا تقود إلى اختبار الأشياء في الزمان. وأعظم متعة تفوق كل التصورات وما يمكن اختياره هو إدراك طبيعتنا اللازمانية؛ فذواتنا لا تتعرض للتغيّر، فلا بداية لها في الزمان ولانهاية، من ثم لا يمكن أن تكون قد خُلقت ولايعتريها الفساد. وإن كان ثمة موجب للقول بوجود إله فلا يمكن أن يكون قد خلقها، وهذا سيقود حتماً إلى القول إننا خالدون، فاعتقادنا بخلود الروح لا يتعارض البتة مع إنكار وجود الله.
وكان مَكْتاغَرْت أيضاً من الجبريين يرى أن الجبرية لاتتعارض مع وجود أحكام سليمة متعلقة بالالتزام الأخلاقي.

## روابط خارجية
- جون مكتاغرت على موقع الموسوعة البريطانية (الإنجليزية)